# 笏山金矿爆炸事故
山东栖霞笏山金矿爆炸事故发生于2021年1月10日13时13分，山东省烟台市栖霞市西城镇招金集团五彩龙投资有限公司建设中的笏山金矿发生爆炸，22人被困井下。截止2021年1月25日，有11人获救、10人死亡，另有1人下落不明。

## 背景
2012年，山东省核工业二七三地质大队与南京金曼科技有限公司和山东五彩龙投资有限公司合作勘查，分别查明了西陡崖1号矿带金矿、笏山金矿，两处矿区查明金矿资源金属量超过中国规定的20吨大型金矿标准，改变了栖霞有史以来没有大型金矿的历史。最初计划2016年11月开工建设，投资额3.958亿元人民幣。但项目连续两次延后开工，达产目标最终都未实现。在2020年11月3日的栖霞市政府公告显示，项目计划2021年10月可投达产。

## 发生
1月10日13时13分，山东烟台栖霞市山东五彩龙投资有限公司笏山金矿“一中段”（离井口240米）发生爆炸事故，当时“一中段”无作业人员，“六中段”（离井口698米）作业人员13人、“五中段”（离井口648米）作业人员9人。因爆炸导致井筒梯子间损坏、罐笼无法正常运行、通讯系统损坏，井下22人被困。1月10日19时许，西城镇党委负责同志从村民处获悉发生事故，随即向栖霞市政府报告。时任栖霞市委书记姚秀霞、市长朱涛到现场了解情况，姚秀霞认为被困人员获救可能性较大，作出暂不上报、继续组织救援的决定。1月11日18时46分，烟台市应急管理局主要负责同志从 其他渠道获悉金矿发生事故，随即要求栖霞市进行核实。姚秀霞、 朱涛才决定以1月11日20时5分接报的时间上报。。11日20时48分，中共栖霞市委向中共烟台市委报告了情况。
21时45分，中共山东省委接到报告后，成立省市县一体化应急救援指挥部，下设现场救援、技术专家、后勤保障、媒体联络、事故调查、矿工家属接待、医疗及疫情防控7个工作组。当晚国家矿山安全监察局副局长宋元明、李万疆通过视频连线，指导救援工作。1月12日上午，正在北京参加省部级主要领导干部研讨班的中共山东省委书记刘家义，省委副书记、省长李干杰向中共中央总书记习近平请假返回山东，赶往笏山金矿事故现场。与此同时，中华人民共和国应急管理部副部长、国家矿山安监局局长黄玉治率应急部工作组，于1月12日中午抵达现场指导救援。山东省政府常务副省长王书坚于1月12日上午抵达现场。

#### 原因
根據山東省人民政府公開的信息，爆炸事故是一起由企業違規存放使用民用爆炸物品和井口違規動火作業引發的重大生產安全責任事故。。

#### 细节
据1月25日现场救援组通报，1月10日13:15左右，笏山金矿回风井井筒内传来爆炸声并伴有很大震感，井口信号室玻璃全部震碎、井口冒出浓烟。14:45左右，井筒内再次传来巨响，伴有很大冲击波，发生了二次爆炸。二次爆炸对井筒设施破坏更为严重，同时加剧了清障工作难度。从24至25日搜寻到的9名遇难矿工位置推断，9人均是在一次爆炸后的自救攀爬过程中受二次爆炸冲击而遇难。

## 救援
1月12日19时，事故现场救援指挥部举行第二场新闻发布会，烟台市应急管理局局长孙树福对救援最新进展情况进行了通报。救援按照“两条腿”并行的思路进行，一方面加快清理回风井井筒障碍物，另一方面加快地面打钻，开辟生命通道。14日12时，救援现场新增43人救援队伍，应急救援指挥部共调集救援队伍11支、救援人员393名、各类机械设备70余台套参加事故救援。
1月17日下午，3号救生孔已经打通。晚22时许，救援人员通过3号钻孔投放给养。由铅坠带着牵引绳，缓缓下放，有手电筒、营养液、药品、纸笔等。1月17日22时46分左右，给养投放到底。1月17日23时40分左右，救援人员在拽回钢丝绳后发现补给已全部被取走，而且传回一张纸条。
根据井下传回纸条，五中段现有11人，六中段1人，另有10人情况不明。后续救援工作还在全力紧张推进中。1月18日凌晨5时，用于联系“六中段”（离井口698米）被困人员的1号钻许透巷，经持续敲击孔底，暂时未得到回音。
1月19日中午，国家卫生健康委卫生应急办公室带领5名国家级专家赶赴当地，强化救治力量。国家级专家组由北京协和医院、北京天坛医院、北京朝阳医院、北京安定医院组成。
1月20日，五中段一名矿工確認无生命迹象。1月20日晚，4号钻孔钻深581.8米实现透巷后，接替3号钻孔承担生命维护监测通道作用，5中段被困矿工转场4号钻孔处。原3号钻孔出现一定涌水，对被困矿工生存环境造成影响，需进行固井止水作业。
1月22日，事故应急救援指挥部通报称，往井下“六中段”（637米）的1号钻孔持续进行生命探测，暂未发现生命迹象。3号钻孔固井止水作业完毕，4号钻孔接通电源实现井底照明。“五中段”（586.8米）10名被困人员身体状况、心理状况、生存环境良好。1月23日，救援新增11号、12号钻孔，用于辅助探测和巷道排水。
此前据专家预测重量体积，从清了10米的进度看，需要15天才能打通。然而1月24日早晨，抢救工作取得突破性进展，发现下面障碍物有空洞，有大件的东西掉落下去，进度得以猛进。当日上午，救援人员在“4中段”发现一名被困工人。这名被困人员为新发现的被困工人，随后被升井并送往医院。1月24日15时18分许，随着最后一批2名被困人员升井，在“5中段”发现的10名被困工人全部升井。 1月25日下午5时，9名矿工被发现，但均已不幸遇难。

## 处罚
1月13日，山东栖霞笏山金矿爆炸事故现场救援指挥部第三场新闻发布会举行，烟台市副市长李波在发布会上称，事故责任单位相关责任人已被控制。1月13日，山东省应急管理厅下发通知在全省迅速开展集中执法活动。
因判定在事故迟报30小时中负有重要领导责任，中共山东省委决定，免去姚秀霞的中共栖霞市委书记职务、免去朱涛的中共栖霞市委副书记、市长职务，配合事故调查。同时决定，烟台市政府副市长李波兼任栖霞市委书记职务。
1月27日，国务院安委会对山东栖霞笏山金矿爆炸事故查处实行挂牌督办，应急管理部指派国家矿山安全监察局副局长带队进驻督导山东查明事故原因和事故迟报瞒报过程。
2月23日，事故调查组认金礦爆炸事故是由违规存放使用民用爆炸物品和井口违规动火作业所引发。山东五彩龙投资有限公司和栖霞市政府均對事故迟报瞒报。45名相关责任人员受到處罰。据调查报告，栖霞市委原书记姚秀霞、原市长朱涛，于2月1日因涉嫌不报、谎报安全事故罪被公安机关指定居所监视居住，2月5日转刑事拘留。栖霞市委常委、副市长陈隽，被建议给予撤销党内职务、政务撤职处分；栖霞市副市长、市公安局局长闫升波，被建议给予撤销党内职务、政务撤职处分；栖霞副市长史大琛，被建议给予党内警告、政务记过处分。另外烟台市委、市政府共有4名官员被处理。2月26日，山东省人民政府发布此次事故调查报告的批复。